# 环绕希蛛
环绕希蛛（学名：Achaearanea cingulata）为球蛛科希蛛属的动物。在中国大陆，分布于海南、广西等地，常见于果园内。该物种的模式产地在海南尖峰岭。